# Karim Mounir
Karim Mounir (Casablanca) is een Marokkaans-Nederlands acteur.

## Biografie
Mounir is geboren in Casablanca maar verhuisde op zijn 21e naar Amsterdam. Hij acteert al sinds zijn achtste en heeft ook andere activiteiten gedaan zoals Berberse sprookjes vertellen in het PTT-museum in Den Haag. Mounir verwierf bekendheid door zijn rol als Nabil El-Beneni in de serie Dunya en Desie. De serie won diverse prijzen in binnen- en buitenland.
Mounir schrijft tevens cabaretvoorstellingen, waarvan zijn bekendste "Wij de Autolochtonen" is, en speelt in zijn vrije tijd ook luit en banjo.

## Persoonlijk leven
Mounir is getrouwd en heeft drie kinderen.

## Film en televisie
| Jaar      | Titel                        | Wat            | Rol                                   |
| --------- | ---------------------------- | -------------- | ------------------------------------- |
| 1999      | Goede tijden, slechte tijden | Televisieserie | Leraar Aziz (aflevering 1687)         |
| 1999      | Blauw blauw                  | Televisieserie | El Hadj (aflevering 'Randfiguren')    |
| 2002-2004 | Dunya en Desie               | Televisieserie | Nabil El-Beneni (19 afleveringen)     |
| 2005      | Enneagram (televisieserie)   | Televisieserie | Man bij slager (aflevering 'Impasse') |
| 2008      | Dunya en Desie in Marokko    | Film           | Nabil El-Beneni                       |

## Wetenswaardig
- Mounirs jeugddroom was om balletdanser te worden.[1]